# Vaindloo

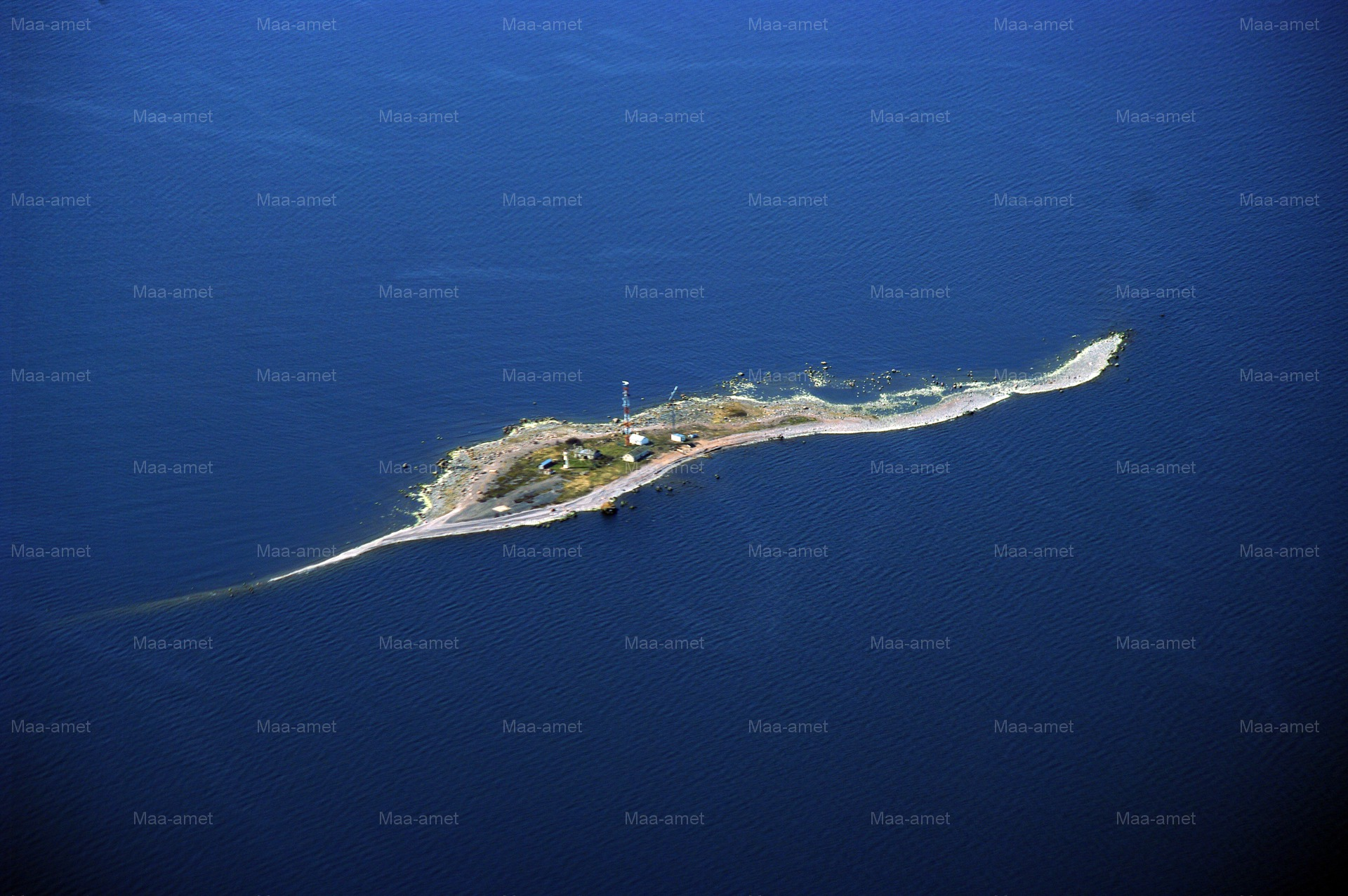
Vaindloo

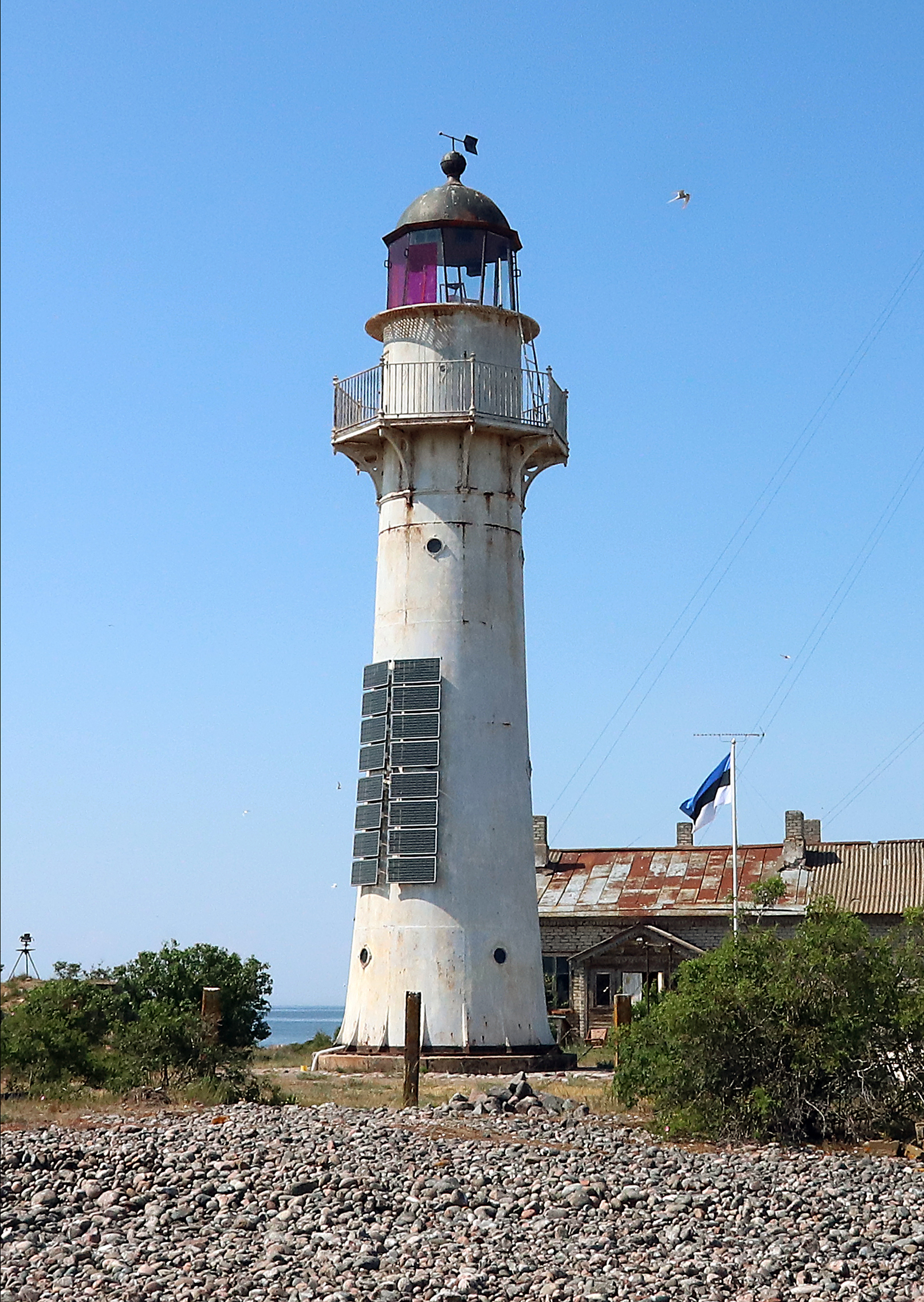
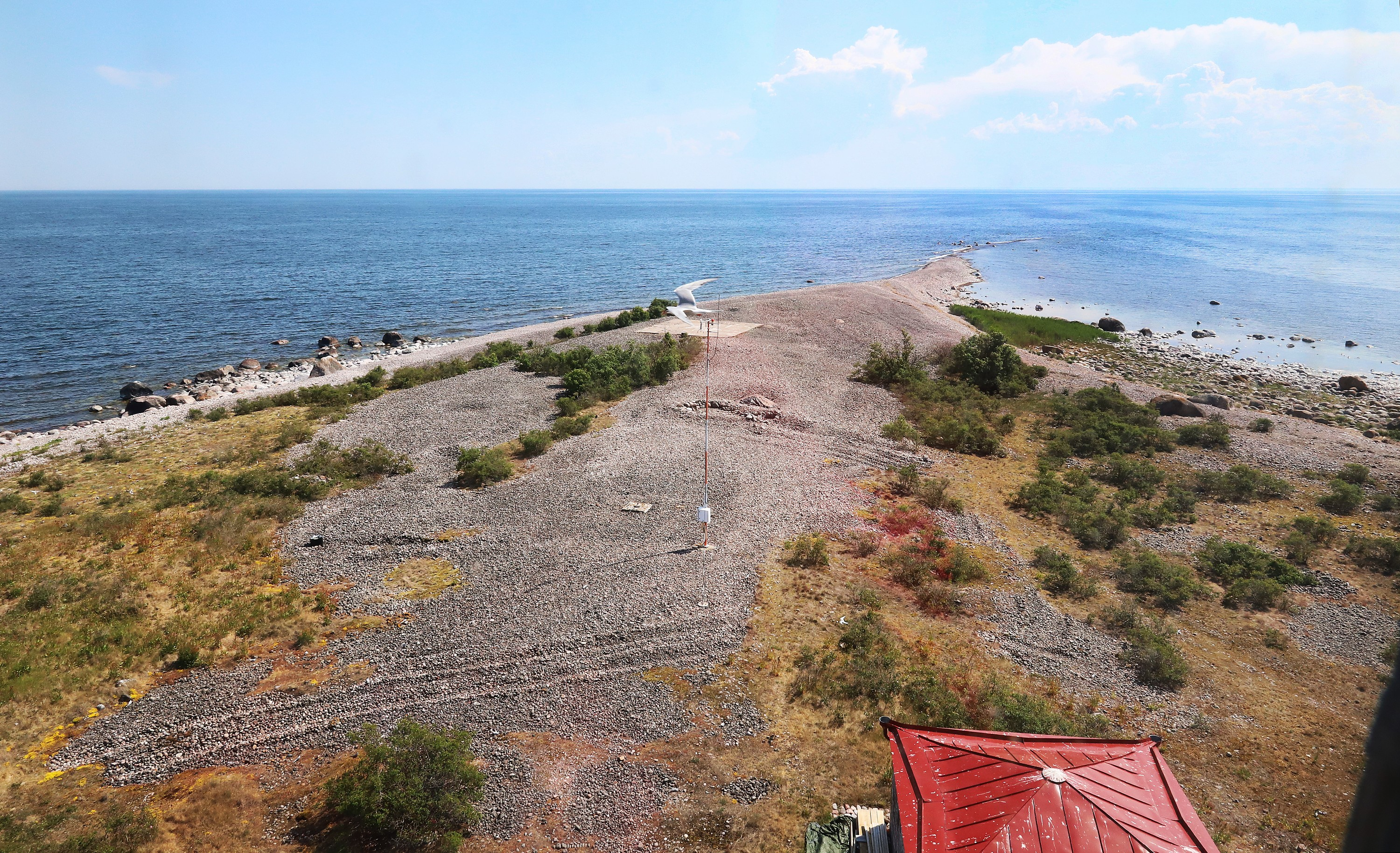
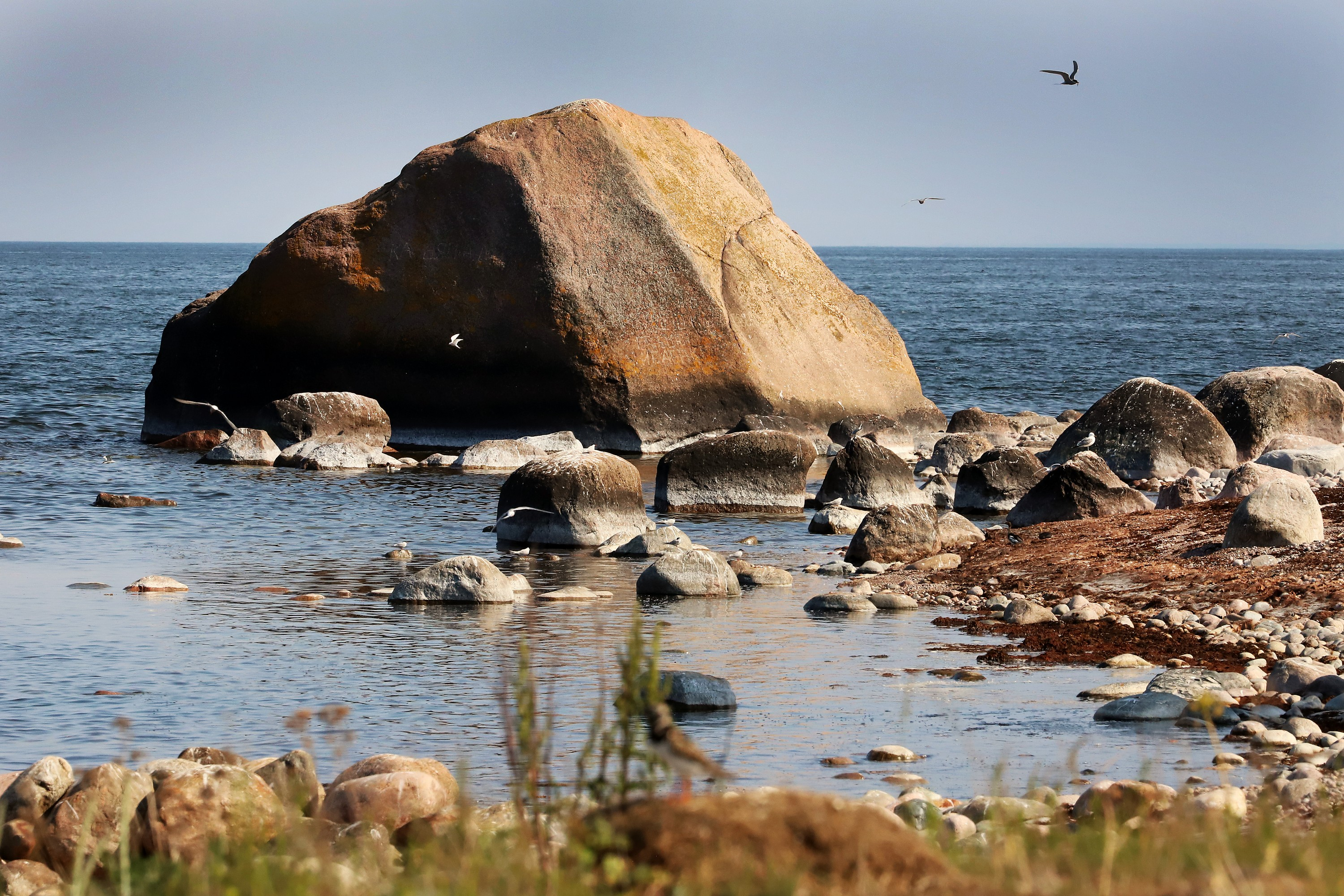
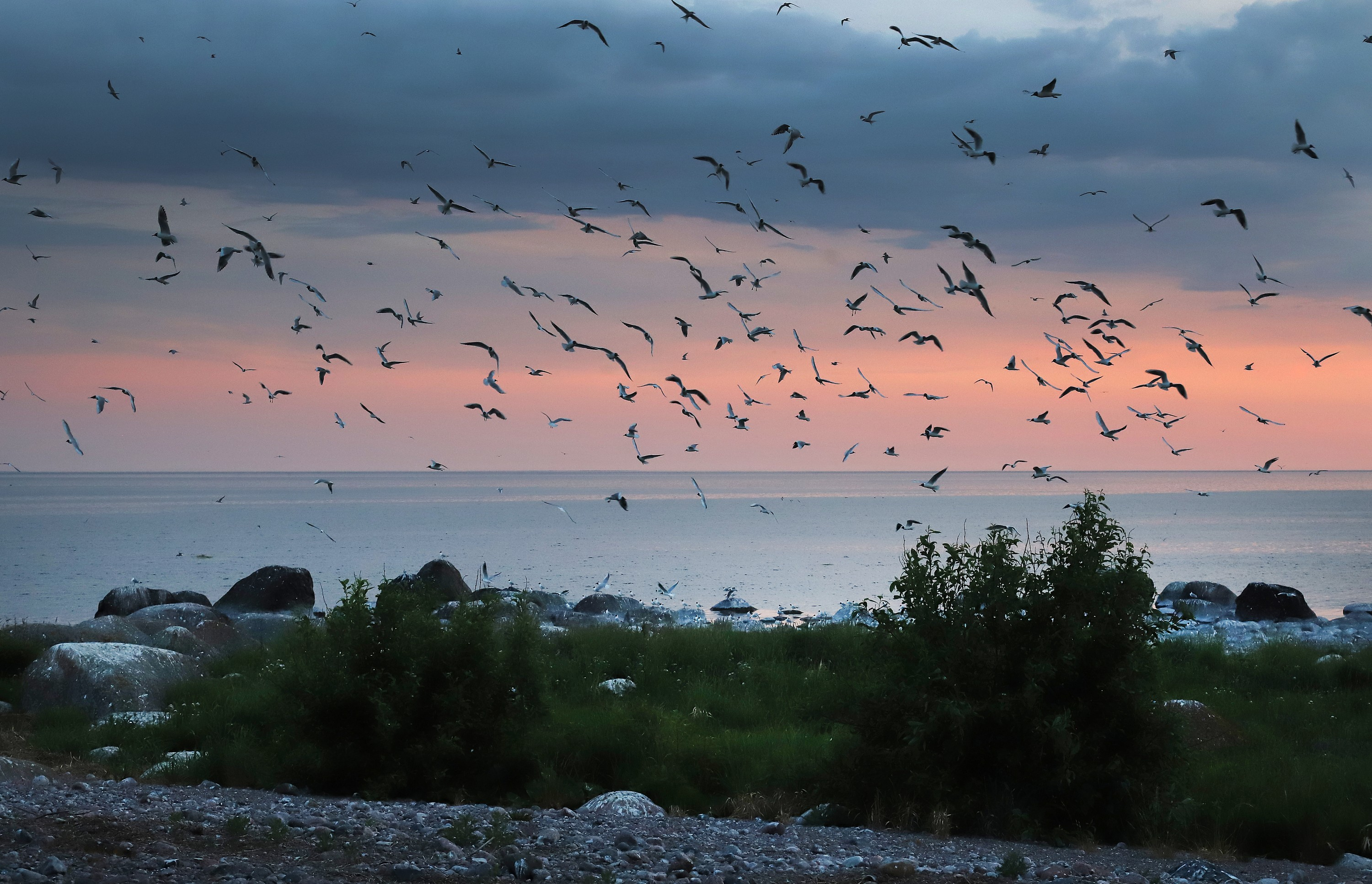

Vaindloo é uma ilha báltica da Estônia no Golfo da Finlândia. Ela pertence administrativamente ao município rural de Vihula, na região de Lääne-Viru.
Vaindloo é o ponto extremo norte da Estônia. Ela tem 600 m de comprimento e 200 m de largura. Vaindloo é conhecida por seu farol de 17 m de altura; ele foi construído em 1871 (em 1718 ele foi construído em madeira). Ao seu lado localiza-se uma estação de defesa da fronteira estoniana com uma torre de observação de 50 m de altura e um radar.